# Hot and high
En aviación, hot and high («caliente y alto», en inglés) se refiere a climas muy calientes y de alta elevación, tales como altas montañas, que pueden comprometer la habilidad de un avión para operar de modo seguro.
La densidad del aire es menor mientras mayor sea la temperatura y altitud. A menor densidad del aire se reduce la fuerza de sustentación (lift force) generada por el ala de un aeroplano o por el rotor de un helicóptero, lo cual puede afectar el rendimiento de una aeronave, o en algunos casos, impedir que pueda elevarse del suelo.
Se mide la densidad en el aire basado en la elevación de la pista de despegue, la temperatura de aire y la presión atmosférica lo cual permite al técnico de operaciones de vuelo o (TOV) y al piloto calcular los márgenes seguros de operación en cuanto al peso máximo de despegue O MTOW.

## Efectos negativos de las condiciones hot and high
- Las aeronaves requieren mayor distancia de pista para despegar, pudiendo potencialmente exceder la distancia de la pista disponible.
- La baja densidad del aire perjudica la habilidad de trepar suficientemente rápido para superar obstáculos del terreno que rodea al aeropuerto.
- Los helicópteros pueden verse forzados a operar en condiciones precarias y muy arriesgadas en caso de fallo de equipo.
- Algunos aviones, particularmente los ligeros, y los helicópteros antiguos, tienen un techo de vuelo tan bajo que pueden perder sustentación simplemente tratando de mantener el nivel de vuelo. En algunos casos aviones que han aterrizado en aeropuertos de alta altitud, aprovechando condiciones de baja temperatura, quedan imposibilitados de volver a despegar cuando la temperatura aumenta y la densidad del aire disminuye.

## Mejorar el rendimiento en condiciones hot and high
A continuación se enumeran algunas formas de mejorar el rendimiento en condiciones hot and high:
- Reducir el peso del avión. El peso puede ser reducido limitando la carga de combustible a lo necesario para alcanzar el aeropuerto destino en vez de llenar los tanques completamente. En algunos casos, equipo no necesario puede ser removido del avión. Sin embargo, en muchos casos, la única forma práctica es partir con un menor número de pasajeros, carga o armas. Consecuentemente, condiciones hot and high en un determinado aeropuerto pueden impedir a determinados aviones operar con la carga suficiente para ser rentables, o pueden restringir el poder de fuego que un avión de combate puede transportar para una operación militar.
- Incrementar el poder del motor. Motores más poderosos pueden mejorar la aceleración del aeroplano y reducir la distancia de despegue necesaria, los motores más poderosos son generalmente más grandes y pesados y usan más combustible durante el vuelo, incrementando la carga de combustible necesaria para alcanzar la misma destinación. El peso añadido de los motores y combustible puede anular la ganancia en rendimiento, en el costo añadido puede restringir la rentabilidad de un avión comercial.
- Incrementar el tamaño de las alas. Sin embargo, alas más grandes pesan más e incrementan la resistencia (drag), haciendo al avión más lento e incrementando el consumo de combustible durante el vuelo.
- Añadir dispositivos de alta sustentación (high-lift device) a las alas. Sin embargo, estos dispositivos típicamente añaden peso y complejidad mecánica, incrementado el costo de fabricación y mantenimiento. Más aún, algunos dispositivos de alta sustentación incrementan la resistencia durante el viaje.
- Utilizar dispositivos de despegue asistido (assisted take off) como cohetes (RATO), para incrementar la elevación y aceleración
- Enfriar los motores con agua destilada antes del despegue.

## Despegue asistido por cohetes
Cohetes auxiliares y/o motores a chorro puede ayudar a despegar a un avión totalmente cargado dentro de la distancia de la pista. Los dispositivos impulsores, sean motores jets (JATO) o cohetes (RATO), son generalmente unidades de un solo uso que son eyectados después del despegue. Esta práctica fue común en los años 1950s y 1960s, cuando los bajos niveles de empuje de los turbohélices militares era inadecuado para elevarse desde pistas cortas o con mucha carga. Actualmente se usa esta técnica ocasionalmente con fines militares, en la aviación civil ha sido raramente usada debido al riesgo de que una aeronave pierda el control si algo sale mal durante el uso de los dispositivos impulsores. La empres Boeing produjo un dispositivo JATO para su popular avión 727 principalmente para operaciones en aeropuertos de condiciones hot and high como Ciudad de México y La Paz, Bolivia. Los impulsores eran localizado junto al tren de aterrizaje principal en la raíz de cada ala a ambos lado del avión.

## Aviones especializados
Algunos fabricantes de los primeros aviones jet ofrecieron variante optimizadas para operaciones hot and high. Tales aviones generalmente ofrecieron alas y/o motores más poderosos que los modelos de línea emparejado con un fuselaje más pequeño para reducir el peso. Algunos de estos aviones son:
- El BAC One-Eleven 475 que combinaba el pequeño cuerpo de la serie 400 con los motores más poderosos y alas mejoradas de la serie 500. Además contaban con trenes de aterrizaje más robustos para operaciones en campos precarios.
- El Boeing 707-220, el cual fue un fuselaje 707-120 unido con más poderosos motores Pratt & Whitney JT4A, versiones civiles del motor militar J75. El 707-220 consumía combustible en exceso y únicamente se construyeron 5, todos para la empresa Braniff International Airways. El 707-220 se convirtió en redundante con la aparición del 707-120B impulsado por motores turbofán, los cuales proveían mayor poder con mucho menor consumo de combustible.
- El Convair 880. A pesar de que Convair solo ofreció una configuración de este avión, tenía menor poder y un fuselaje más pequeño que sus competidores de Boeing y Douglas. Convair esencialmente apostó el éxito de la línea entera 880 al ofrecer un modelo optimizado para operaciones hot and high. La apuesta falló; únicamente 65 aviones 880 fueron vendidos y el naciente negocio de aeronaves de pasajeros de Convair colapsó.
- El Lockheed L-1011-200, el cual era esencialmente un L-1011-100 con los más poderosos motores RB.211-524B.
- El McDonnell Douglas DC-9-20, el cual combinaba un pequeño fuselaje del DC-9-10 con las grandes alas y los más poderosos motores del DC-9-30, Y fue significativamente más vendido por ambos.
- El McDonnell Douglas DC-10-15, que combina el fuselaje del DC-10-10 con los grandes motores de la DC-10-30. Estos fueron diseñados específicamente para y vendidos a Aeroméxico y Mexicana. Sólo siete fueron construidos.
- El Vickers VC-10, que fue diseñado para cumplir con los requisitos de BOAC de un avión de gran tamaño que podrían operar desde pistas cortas y en los trópicos. Resultando un avión de elevado consumo de combustible en comparación con los contemporáneos Boeing 707 impulsado a las principales aerolíneas desestimar el VC-10, que resultaría económicamente calamitoso para su fabricante, Vickers-Armstrong.

El fracaso en la comercialización de estos aviones ha demostrado que las aerolíneas estuvieron en general poco dispuestas a aceptar una menor eficiencia y capacidad de carga a cambio de una ligera mejora del rendimiento en algún aeropuerto en particular. En lugar de aceptar a estos inconvenientes, fue más fácil para las compañías aéreas demandar la construcción de pistas más largas, operar con cargas más pequeñas, sobre la base de las condiciones dictadas, o simplemente dejar de operar en los destinos no rentables. 
Además, como la segunda generación de aviones de pasajeros comenzaron a aparecer en la década de 1970, algunos aviones fueron diseñados para eliminar la necesidad de una variante hot and high por ejemplo, el Airbus A300 puede realizar un 15/0 para el despegue, donde los alerones están ajustados a 15 grados y los flaps se mantienen en posición plegada. Esta técnica se utiliza solamente para el despegue desde los aeropuertos hot and high, ya que permite un mayor peso límite de subida y mejora el rendimiento en la trepada.
La mayoría de fabricantes han abandonado las variantes hot y high de sus líneas de modelos.

## Otros usos
Menos formalmente, hot y high también puede describir una aproximación de aterrizaje frustrado, donde un avión de ala fija se aproxima demasiado rápido (hot) y muy por encima de la senda de planeo: puesto que la única manera de aumentar la velocidad de descenso es aumentar la velocidad, y el avión ya es demasiado rápido, es poco probable que la aproximación se puede salvar.